# Castelo de Carlton

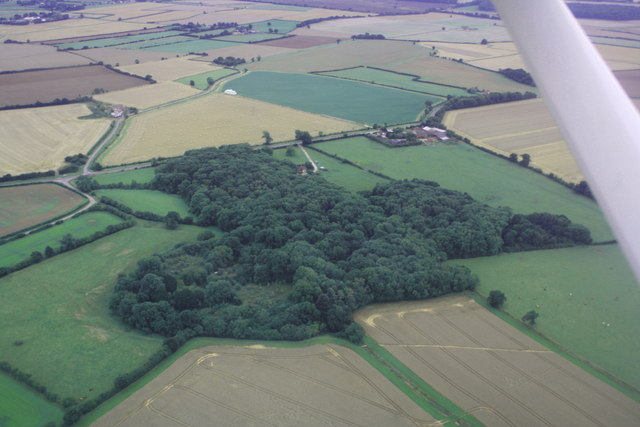
Local do castelo de mota

O Castelo de Carlton é o nome dado ao outrora substancial castelo de mota aparentemente associado à então nova cidade de Castle Carlton no condado de Lincolnshire, a cerca de 7 milhas a sudeste de Louth, entre as aldeias de Reston do Norte e do Sul.